# Medynia Głogowska
Medynia Głogowska – wieś w Polsce położona w województwie podkarpackim, w powiecie łańcuckim, w gminie Czarna. Leży przy drodze wojewódzkiej nr 881 prowadzącej od Sokołowa Małopolskiego do Żurawicy.
W latach 1954–1972 wieś należała i była siedzibą władz gromady Medynia Głogowska. W latach 1975–1998 miejscowość administracyjnie należała do województwa rzeszowskiego.
W Medyni Głogowskiej urodzili się m.in. major Jan Wilczak (1898–1939) i Władysława Prucnal (ur. 1935).

## Części wsi
| SIMC    | Nazwa     | Rodzaj    |
| ------- | --------- | --------- |
| 0647351 | Budy      | część wsi |
| 0647368 | Dół       | część wsi |
| 0647374 | Górka     | część wsi |
| 0647380 | Podarenda | część wsi |
| 0647397 | Zadwór    | część wsi |

## Zagroda Garncarska
Zagroda Garncarska powstała w 2001 roku, w ramach projektu Medynia – gliniane złoża, realizowanego przez Gminę Czarna. Tworzą ją XIX-wieczne budynki mieszkalne z ówczesnym wyposażeniem i tradycyjny piec do wypalania ceramiki. W okresie wakacyjnym organizowane są tutaj kilkudniowe warsztaty garncarskie, a przez cały rok odbywają się zajęcie dla grup zorganizowanych i turystów indywidualnych. Pod okiem garncarzy można się nauczyć toczenia naczyń na kole, rzeźbienia w glinie oraz wypalania ceramiki w piecu. Zagroda Garncarska jest idealnym miejscem do prowadzenia zajęć ergoterapii (terapii zajęciowej, terapii pracą), która uważana jest za ogniwo pośrednie między zabiegami leczniczymi a normalną aktywnością życiową i zawodową.
Znani garncarze na tym terenie to: artystka Władysława Prucnal, Jan Kot, Andrzej Plizga.
Przez miejscowość przebiega szlak garncarski, który prowadzi turystów przez drogi i ścieżki kilku sąsiednich wiosek.

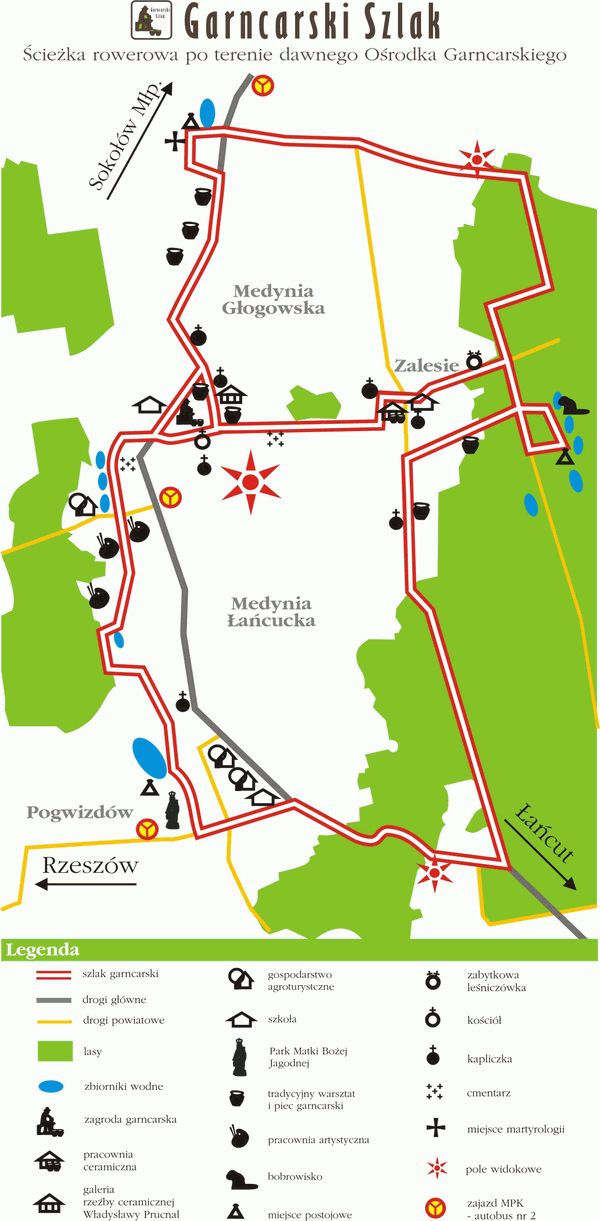
Trasa szlaku garncarskiego

Trasa szlaku garncarskiego.

## Parafia
Miejscowość jest siedzibą rzymskokatolickiej parafii Nawiedzenia Najświętszej Maryi Panny.
Na terenie wioski znajduje się dom zakonny Sióstr Służebniczek NMP Starowiejskich. Są też dwa cmentarze: nowy przy drodze w kierunku Zalesia i drugi stary, obok którego przebiega szlak garncarski.
Na południe od kościoła, przy polnej drodze stoi kapliczka (prawdopodobnie z XVIII w. – najstarsza we wsi), wewnątrz kopia obrazu Matki Boskiej Leżajskiej.

## Sport
W miejscowości działa piłkarski Klub Sportowy „Astra”. Rok założenia: 1985, barwy: biało-niebieskie. W sezonie 2011/2012 klub osiągnął swój największy do tej pory sukces, awansując do V ligi (rzeszowskiej).

## Galeria

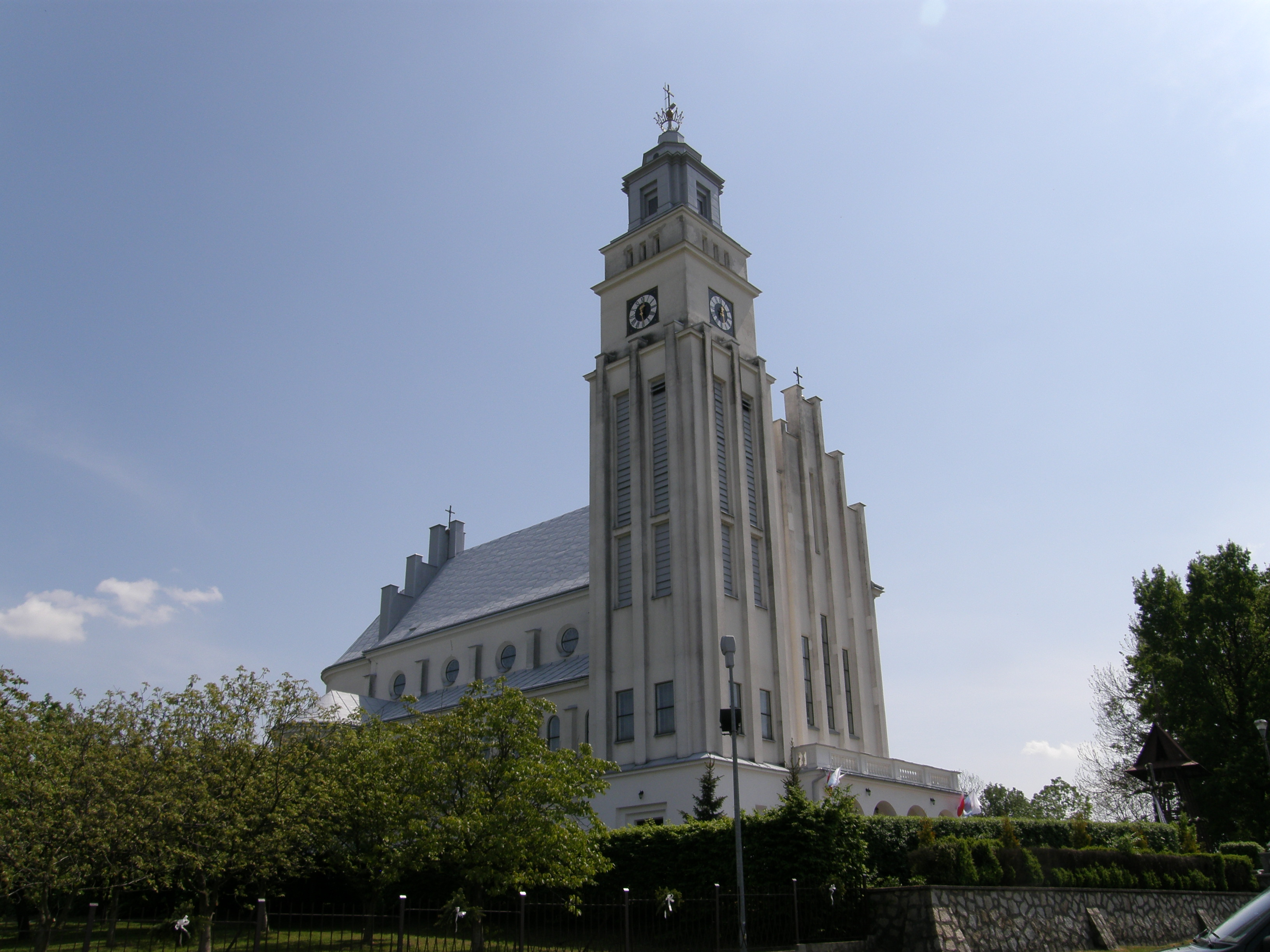
Kościół pw. Najświętszej Marii Panny
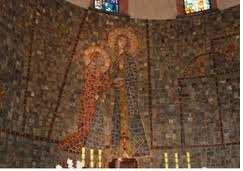
Ołtarz ze sceną Nawiedzenia NMP
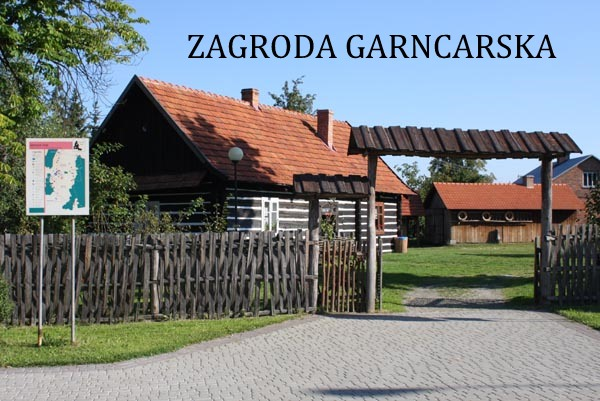
Skansen garncarski